# Медаль «Ветеран Службы» (ГУСП)
Меда́ль «Ветера́н Слу́жбы» — ведомственная медаль Главного управления специальных программ президента Российской Федерации, учреждённая приказом начальника ГУСП Президента РФ № 7СЛ от 2 июня 2004 года.

## Правила награждения
Согласно Положению медалью «Ветеран Службы» награждаются:
- военнослужащие, увольняемые в запас (отставку) из Службы специальных объектов при Президенте Российской Федерации, безупречно прослужившие в Службе 20 лет и более;
- лица, уволенные в запас (отставку) из Службы до введения в действие настоящего Положения, безупречно проработавшие в Службе 20 лет и более;
- лица гражданского персонала, уволенные из Службы до введения в действие настоящего Положения, безупречно проработавшие в Службе 20 лет и более.

Начальник Службы может принять решение о награждении военнослужащих, увольняемых с военной службы в запас (отставку), а также лиц, уволенных с военной службы в запас (отставку) из Службы до введения в действие настоящего Положения, внесших особый личный вклад в создание, совершенствование и поддержание специальных объектов в высокой степени боевой готовности, имеющих выслугу в Службе менее 20 лет, учитывая периоды военной службы в Вооружённых Силах Российской Федерации, других войсках, формированиях и органах.

## Правила ношения
Медаль носится на левой стороне груди и при наличии государственных и ведомственных наград располагается после них в порядке, установленном Правилами ношения военной формы одежды.